# Oak City (Utah)
Oak City es una localidad del condado de Millard, estado de Utah, Estados Unidos. Según el censo de 2000 su población era de 650 habitantes.

## Geografía
Oak City se encuentra en las coordenadas 39°22′34″N 112°20′17″O / 39.37611, -112.33806.
Según la oficina del censo de Estados Unidos, la localidad tiene una superficie total de 1,7 km². No tiene superficie cubierta de agua.